# Barry Gray (Musiker)
Barry Gray (* 18. Juli 1908 in Lancashire, England; † 26. April 1984 in Guernsey, Kanalinseln) war ein britischer Musiker und Komponist.
Gray war vor allem bekannt durch seine Arbeiten für Gerry Anderson, unter anderem zur englischen Marionetten-Science-Fiction-Serie Thunderbirds. Sein March of the Thunderbirds war die Titelmelodie dieser ab 1965 ausgestrahlten und kommerziell sehr erfolgreichen Fernsehserie.

## Filmografie (Auswahl)
- 1957–1958: The Adventures of Twizzle
- 1958–1959: Torchy the Battery Boy
- 1959–1960: Four Feather Falls
- 1960: Crossroads To Crime
- 1961–1962: Supercar
- 1962: Fireball XL5
- 1963: Kommando Stingray (Stingray)
- 1964–1966: Thunderbirds (Thunderbirds)
- 1966: Feuervögel startbereit (Thunderbirds Are Go)
- 1967: Thunderbird 6 (Thunderbird 6)
- 1967: Captain Scarlet: Captain Scarlet und die Rache der Mysterons (Captain Scarlet and the Mysterons)
- 1967–1968: Joe 90
- 1968: Unfall im Weltraum (Journey to the Far Side of the Sun / Doppelgänger)
- 1968–1969: The Secret Service
- 1969–1970: UFO (UFO)
- 1973–1975: Mondbasis Alpha 1 (Space: 1999)